# Реагент АНП-2
Реагент АНП-2 (рос. реагент АНП-2; англ. reagent АНП-2; нім. Reagens n АНП-2) – пентадецилтриметиламонійхлорид; хімічна формула С15Н31NH2HCl; рідина темно-коричневого кольору (у товарному вигляді), густина за 20°С – 900-1000 кг/м3, розчинність у воді 10 г/л, горюча речовина, гранично допустима концентрація (ГДК) пари у повітрі 1 мг/м3, тривале діяння на організм людини може викликати гострий дерматит, ознаки гіпотонії. Інгібітор сірководневої корозії, бактерицид і деемульгатор, додаток до солянокислотного розчину як каталізатор реакції кислоти з породою, призначений для придушення життєдіяльності сульфатвідновлювальних бактерій (СВБ) у нафтовому пласті та у водах, що нагнітаються в пласт, може використовуватися як інгібітор корозії в сірководневовмісних середовищах (ТУ 6-02-1067-76). 